# 桐本拓哉
桐本 拓哉（1967年7月27日—），是出身於日本岐阜縣的男性演員、聲優，血型為A型，目前青二Production所屬。曾經隸屬於劇團青年座，舊藝名為桐本 琢也。

## 人物
- 愛好潛水，釣魚，有自己製作電影的經驗。
- 參與海外電視劇和电影的配音工作較多，多擔任炫彬、蘇志燮、畢列·谷巴的日語配音演出。

## 演出作品

### 電視劇
- 徳川慶喜
- 独身生活（1999年、TBS系）
- 相棒season6（2007年、9話）

### 電影
- 『日本暴力地帯4』
- 『容疑者Xの献身』

## 配音作品

### 電視動畫
1999年
- ∀GUNDAM（雅尼）

2000年
- 天使禁猎区（廢龍）

2003年
- 火影忍者（赤胴铠〈初代〉）
- 奇諾之旅（未婚夫）
- 侦探学园Q（雾岛想七太、木崎正雄）

2004年
- 日式面包王（S.H.赫克）
- 火之鳥－未來篇（洛克）

2005年
- BLEACH（西堂荣吉郎）
- 光速蒙面侠21（金刚阿含）
- 雪之女王（医生的妖精）

2006年
- 超級機器人大戰OG -Divine Wars-（羅伯特·H·大宮）
- 捉猴啦（異能嗶波猴Crack）
- 死亡筆記（艾巴）

2007年
- DARKER THAN BLACK -黑之契约者-（雨雾）

2008年
- 无限的住人（卷百合）
- 骷髅13（里吉）

2009年
- 续夏目友人帐（矶月之鼠）
- 姐弟物语（星野一郎）
- 你好 安妮 ～Before Green Gables（麥克道格爾老師）

2010年
- 心灵侦探八云（高冈老师）
- 世纪末超自然学院（サブリーダー）
- 信蜂（喬伊）

2011年
- 火影忍者疾风传（サダイ）
- GOSICK（久城泰博）

2012年
- 刀劍神域（西格魯特）
- 王者天下（李白）

2013年
- 鎖鎖美小姐@不好好努力（須佐之男）

2014年
- 境界觸發者（城戶正宗）

2015年
- GANGSTA.（伊萬·古拉傑夫）
- GATE 奇幻自衛隊 在彼方的土地，如斯的戰鬥（駒門英世）
- 名偵探柯南（池尻史人 #796）

2016年
- 金田一少年之事件簿R 第2期（龟井保）
- 美少女戰士Crystal Season III 死亡毀滅者篇（土萌創一）
- OZMAFIA!!（凱撒）

2017年
- CHAOS;CHILD（神成岳志）
- 正確的卡多（言野匠[1]）
- 時間支配者（藤林）

2018年
- BASILISK～櫻花忍法帖～（草薙一馬）
- OVERLORD II（厄里亞斯·白朗·蒂爾·雷文）
- 銀河英雄傳說 Die Neue These 邂逅（陳）
- 索斯機械獸WILD（イカヅチ、次回預告）
- 京都寺町三條商店街的福爾摩斯（倉科洋平）
- OVERLORD III（厄里亞斯·白朗·蒂爾·雷文）
- 鬼太郎第6期（雨山）

2019年
- 魔法少女特殊戰明日香（牧野晃教）
- 魔導少年第二季（貝魯塞力翁）
- 碧藍幻想 The Animation Season 2（執務官）
- 名侦探柯南（稻村幸四郎）
- PSYCHO-PASS 3（ヴィクトル・ザハリアス）

2020年
- 王者天下（第3期）（李白）
- 罪紋傳奇 -他背負著罪孽啟程-
- 池袋西口公園（關谷善爾）
- Assault Lily BOUQUET（楓的父親）

2021年
- 轉生成蜘蛛又怎樣！（魔族軍「第一軍軍團長」亞格納）
- 境界觸發者 2nd season（城戶正宗）
- 境界觸發者 3rd season（城戶正宗）
- 魯邦三世 PART6（安德烈·安德森）

2022年
- BLACK★★ROCK SHOOTER DAWN FALL（上校[2]）
- 境界戰機（ネイサン・グッドマン）
- OVERLORD IV（厄里亞斯·白朗·蒂爾·雷文）
- Fate/Grand Order 藤丸立香不明白 年末特別篇（奧德修斯）

2023年
- TechnoRoid 超越意志（芝浦白秋）
- 泡泡糖忍戰（ハリー）

2024年
- 藥師少女的獨語（羅漢[3]）
- 金剛戰神U（宇門源藏[4]）

### OVA
- 真救世主传说 北斗神拳（Shinn-希恩）
- 戰場女武神3為誰而負的槍傷（古斯爾格）
- 戰鬥妖精雪風（Burgadish）
- FREEDOM-PROJECT（泰那）

### 動畫電影
- 劇場版∀GUNDAM（雅尼）

2009年
- 夏日大作战（阵内理一）

2010年
- 你看起來很好吃（剛薩）

2017年
- 虐殺器官（羅薩斯）
- 生化危机：复仇（格伦·阿里亚斯）

2018年
- 七龍珠超 布羅利（ビーツ）

### 旅遊節目
- 京都雅旅（旁白）

### 遊戲
- 人中之龍2（康珍羽）
- 人中之龍極2（康珍羽）
- 人中之龍3（若造）
- 空戰奇兵ZERO：貝爾卡戰役（Larry "PIXY" Foulke，日語配音）
- 戰場女武神3為誰而負的槍傷（古斯爾格）
- TRINITY Zill O'll Zero（Areus）
- 真三國無双6（諸葛誕）
- 真三國無双6 猛將傳（諸葛誕）
- 真三國無双6 帝王傳（諸葛誕）
- 真三國無双7（諸葛誕）
- 真三國無双7 猛將傳（諸葛誕）
- 真三國無双7 帝王傳（諸葛誕）
- 真三國無双8（諸葛誕）
- 無雙大蛇2（諸葛誕）
- 無雙大蛇3（諸葛誕）
- 特洛伊無雙（赫克特）
- 真北斗無双（第三羅將ハン、黑夜叉）
- Ozmafia！！（Caesar）
- CHAOS;CHILD（神成 岳志）
- 戰場女武神4（布萊恩·哈道克）
- 審判之眼：死神的遺言（新谷 正道）
- Fate/Grand Order（奧德修斯）

### 吹替
電視/電影
| 年份 | 作品名稱               | 配演角色             | 演員                 | 媒介              |
| ---- | ---------------------- | -------------------- | -------------------- | ----------------- |
| 2009 | 醉爆伴郎團             | 菲爾·溫奈克          | 畢列·谷巴            | 影碟版本          |
| 2011 | 醉爆伴郎團2            | 菲爾·溫奈克          | 畢列·谷巴            | 影碟版本          |
| 2012 | 失戀自作業             | 派特·索利塔諾        | 畢列·谷巴            | 影碟版本          |
| 2012 | 末路車神               | Avery Cross          | 畢列·谷巴            | 影碟版本          |
| 2013 | 醉爆伴郎團3            | 菲爾·溫奈克          | 畢列·谷巴            | 影碟版本          |
| 2014 | 美國狙擊手             | 克里斯·凱爾          | 畢列·谷巴            | 影碟版本          |
| 2015 | 歡姐當自強             | 尼爾·沃克            | 畢列·谷巴            | 影碟版本          |
| 2016 | 逆天潛能               | 艾迪·莫拉            | 畢列·谷巴            | 影碟版本          |
| 2018 | 星夢情深               | 傑克遜·緬因          | 畢列·谷巴            | 影碟版本          |
| 2002 | 怪癖神偷               | 崔江祖               | 蘇志燮               | DVD版本           |
| 2004 | 對不起，我愛你         | 車武赫               | 蘇志燮               | DVD版本           |
| 2009 | 該隱與亞伯             | 李楚仁/吳江浩        | 蘇志燮               | DVD版本           |
| 2010 | Road No. 1             | 李莊雨               | 蘇志燮               | DVD版本           |
| 2011 | 看不見的愛             | 池炯道               | 蘇志燮               | DVD版本           |
| 2012 | 超完美殺手             | 張哲民               | 蘇志燮               | DVD版本           |
| 2012 | 幽靈                   | 金宇炫               | 蘇志燮               | DVD版本           |
| 2013 | 主君的太陽             | 朱中元               | 蘇志燮               | DVD版本           |
| 2014 | 思悼                   | 朝鮮正祖李祘         | 蘇志燮               | 影碟版本          |
| 2004 | 愛爾蘭                 | 姜國                 | 玄彬                 | DVD版本           |
| 2005 | 長腿叔叔               | 亨俊                 | 玄彬                 | DVD版本           |
| 2005 | 我係金三珣             | 玄真賢               | 玄彬                 | DVD版本           |
| 2006 | 百萬富翁的初戀         | 姜宰京               | 玄彬                 | DVD版本           |
| 2006 | 雪之女王               | 韓太雄／韓德九       | 玄彬                 | DVD版本           |
| 2010 | 秘密花園               | 金祖沅               | 玄彬                 | DVD版本           |
| 2011 | 愛，不愛               | 孔志碩               | 玄彬                 | DVD版本           |
| 2014 | 逆鱗：刺王危城         | 朝鮮正祖李祘         | 玄彬                 | DVD版本           |
| 2004 | 江湖                   | 左手哥               | 張學友               | DVD版本           |
| 2015 | 赤道                   | 肇志仁               | 張學友               | 影碟版本          |
| 2001 | 六呎風雲               | 奈特·費雪            | 彼得·克羅斯          | 電視頻道/DVD版本  |
| 2004 | 駁命來電               | Ryan Hewitt          | 基斯·伊雲斯          | 錄影帶/DVD版本    |
| 2004 | 鬼馬狂想曲             | 傑                   | 古天樂               | DVD版本           |
| 2005 | 如果·愛                | 林見東               | 金城武               | DVD版本           |
| 2006 | 戰火旗蹟               | Mike Strank          | 巴里·佩珀            | 影碟版本          |
| 2006 | 碟中谍3                | 马斯·葛雷夫          | 比利·克鲁德普        | 公映/影碟版本     |
| 2007 | 戰狼300                | Stelios              | 米高·法斯賓達        | 影碟版本          |
| 2008 | 江山美人               | 胡霸                 | 郭曉冬               | DVD版本           |
| 2008 | 雷霆喪星               | 柯克·拉扎勒斯        | 羅拔·唐尼            | 影碟版本          |
| 2010 | 李小龍傳奇             | 李小龍               | 陳國坤               | DVD版本           |
| 2011 | 金裝律師(全季)         | Harvey Specter       | 盖布瑞·马赫特        | 電視頻道/DVD版本  |
| 2011 | 權力遊戲(全季)         | 弒君者/詹姆·蘭尼斯特 | 尼可拉·科斯特-瓦爾道 | 付費頻道/影碟版本 |
| 2012 | 奪命無聲               | Russell              | 賓·曼迪臣            | 影碟版本          |
| 2013 | 柏林諜變               | 裴仲成               | 河正宇               | DVD版本           |
| 2013 | 愛殺達令               | 大衛·克拉默          | 米高·C·賀爾          | 影碟版本          |
| 2015 | 復仇勇者               | 約翰·費茲傑羅        | 湯·赫迪              | 影碟版本          |
| 2015 | 007：鬼影帝國          | C/麥克斯·鄧比        | 安德魯·斯科特        | 公映/影碟版本     |
| 2016 | Fargo(S2)              | Dodd Gerhardt        | 謝菲·當奴雲          | 收費頻道/DVD版本  |
| 2016 | 俠盜一號：星球大戰外傳 | 菩提·魯克            | 里茲·阿邁德          | 公映/影碟版本     |
| 2017 | 小謊言                 | Perry Wright         | 亞歷山大·斯卡斯加德  | 收費頻道          |
| 2019 | 晨早直播室             | 科瑞·艾利森          | 比利·告魯杜          | AppleTV+串流媒體  |

### 廣播劇
- G-SAVIOUR（パオロ）
- NISSAN あ、安部礼司〜BEYOND THE AVERAGE（久留間 翼）

## 外部連結
- 青二プロダクションによるプロフィール（页面存档备份，存于）
- 桐本琢也blog ‘声’にできない話（页面存档备份，存于）

1. ↑  . 正解するカド KADO: The Right Answer.   [2017-01-25]. （原始内容存档于2017-01-26）.
2. ↑  . Comic Natalie. 2022-02-11  [2022-02-11]. （原始内容存档于2022-04-15） （日语）.
3. ↑  . Comic Natalie. 2023-12-25  [2023-12-25]. （原始内容存档于2023-12-26） （日语）.
4. ↑  . Comic Natalie. 2023-12-10  [2023-12-10]. （原始内容存档于2023-12-19） （日语）.